# 河村竜也
河村 竜也（かわむら たつや、1980年3月28日 - ）は、日本の俳優、プロデューサー、舞台監督。広島県出身。

## 来歴
2002年に広島市立大学芸術学部美術学科油絵専攻を卒業した。
2005年に劇団「青年団」に入団した。
2014年よりホエイ プロデューサーを務める。
2020年より豊岡演劇祭のプロデューサーを務める。
2021年より芸術文化観光専門職大学に助教として務める。

## 出演

### 舞台
- 東京ノート[1]
- ソウル市民[1]
- アンドロイド版 三人姉妹[3]
- 北限の猿[3]
- 砂と兵隊[3]
- ニッポン・サポート・センター[3]
- 珈琲法要[3]
- 麦とクシャミ[3]
- 郷愁の丘ロマントピア
- クチナシと翁[4]
- メヤグダ[5]

### 映画
- 歓待[1]（2011年4月）河野 役
- 東京人間喜劇[1]（2011年7月）
- SHARING[3]（2016年4月）